# Сёйкинское сельское поселение
Сёйкинское сельское поселение — муниципальное образование в Чойском муниципальном районе Республики Алтай Российской Федерации. Административный центр — село Сёйка.

## География
Расположено в центре северной части Чойского муниципального района.
Площадь сельского поселения составляет 9000 гектар.
Граничит с Чойским сельским поселением на севере и западе, Ыныргинским — на юге и востоке, а также Верх-Пьянковским — на северо-востоке.

## История
Сёйкинское сельское поселение на территории Чойского муниципального района было образовано в результате муниципальной реформы в 2006 году.

## Население
| 2010  | 2011  | 2012  | 2013  | 2014  | 2015  | 2016  |
| ----- | ----- | ----- | ----- | ----- | ----- | ----- |
| 1520  | →1520 | ↘1513 | ↘1500 | ↘1487 | ↘1468 | ↘1444 |
| 2017  | 2018  | 2019  | 2020  | 2021  |       |       |
| ↘1435 | ↘1398 | ↘1379 | ↘1361 | ↘1277 |       |       |

## Состав сельского поселения
| № | Населённый пункт | Тип населённого пункта       | Население |
| - | ---------------- | ---------------------------- | --------- |
| 1 | Сёйка            | село, административный центр | ↘1277     |